# هندلوپن
هندلوپن (به هلندی: Hindeloopen) یک منطقهٔ مسکونی در هلند است که در سودوست-فریسلان واقع شده‌است. هندلوپن ۸۷۵ نفر جمعیت دارد.